# Ángela Ponce
Ángela Maria Ponce Camacho (Siviglia, 18 gennaio 1991) è una modella spagnola, eletta Miss Spagna nel 2018. È stata la prima modella transessuale a vincere il concorso.

## Biografia
Nata nel 1991, ha vinto il titolo Miss World Cadiz 2015, rappresentando Cadice a Miss Universo Spagna 2015. Il 29 giugno 2018 è stata la prima donna transgender da essere incoronata Miss Spagna. Ha rappresentato il suo paese a Miss Universo 2018 ed è stata la prima concorrente transgender in competizione per il titolo. Non ha superato le fasi finali.